# Петкова, Нелли Олеговна
Нелли Олеговна Петкова (род. 10 марта 1960, Владивосток) — российская телеведущая. Известна как журналист, объявивший в прямом эфире 1-го канала «Останкино» об убийстве Владислава Листьева.

## Биография
Родилась 10 марта 1960 года во Владивостоке.
В 1982 году окончила Калининградский государственный университет по специальности «филолог». Затем окончила Российскую академию государственной службы при Президенте РФ, где в 2001 году защитила диссертацию на звание кандидата политических наук.
С 1991 по 1996 гг. — ведущая новостей и программы «Время» Информационного телевизионного агентства (ИТА). Кроме того, в 1995—1996 годах провела ряд выпусков аналитической программы «Воскресенье».
С 1996 по 1998 годы — директор информационных программ ЗАО «Всемирный русский канал».
С 1998 по 2000 годы — заместитель директора информационных программ ВГТРК, ведущая программ «Вести», «Федерация» на РТР.
С 2000 по 2002 годы — руководитель пресс-службы Центрального исполнительного комитета партии «Единство» (затем «Единая Россия»).
Также в 1990-е годы Петкова снималась в кино и рекламе в роли ведущей.
После 2002 года Нелли Петкова руководила коммуникационными и PR-агентствами, а также в организациях по межкультурному диалогу.
С 2014 года — руководитель отдела внешних коммуникаций Межгосударственного фонда гуманитарного сотрудничества (МФГС).

## Преподавательская деятельность
В 2002—2006 гг. преподавала в РАГС, затем стала доцентом кафедры журналистики РГГУ.

## Фильмография
- 1993 — Горячев и другие — журналистка.
- 1995 — Поезд до Бруклина — диктор

## Награды
Лауреат премии  «Экономическое возрождение России», премии «Золотое перо» ФПС РФ. Награждена медалью «850-летие Москвы», Почетными грамотами Администрации Президента РФ, Министерства печати РФ, Федерального агентства по печати и массовым коммуникациям, Совета Федерации.